# Мужиново (Мазовецьке воєводство)
Мужиново (пол. Murzynowo) — село в Польщі, у гміні Брудзень-Дужий Плоцького повіту Мазовецького воєводства.
Населення — 218 осіб (2011).
У 1975-1998 роках село належало до Плоцького воєводства.

## Демографія
Демографічна структура станом на 31 березня 2011 року:
|          | Загалом | Допрацездатний вік | Працездатний вік | Постпрацездатний вік |
| -------- | ------- | ------------------ | ---------------- | -------------------- |
| Чоловіки | 116     | 26                 | 80               | 10                   |
| Жінки    | 102     | 19                 | 61               | 22                   |
| Разом    | 218     | 45                 | 141              | 32                   |